# Ernst August Quelle
Ernst August Quelle (* 7. Dezember 1931 in Herford; † 25. November 2022) war ein deutscher Komponist und Pianist. Zeitweilig arbeitete er unter den Pseudonymen Ernst Arno, Bob Stanway und Enrico Sono sowie Ernie Quelle.

## Leben
Quelle erhielt bereits als Sechsjähriger Klavierunterricht. Von 1940 bis 1944 besuchte er das Musische Gymnasium Frankfurt am Main und gab 1946 als 15-Jähriger sein erstes Konzert mit Beethoven, Schubert und Mussorgski.
Nach seinem Studium an der Hochschule für Musik Detmold von 1950 bis 1956, wo er unter anderem bei Hans Richter-Haaser lernte, gab er sein Debüt mit einem Orchester in Chopins f-Moll-Konzert. Danach arbeitete er als Pianist beim Orchester von Barnabás von Géczy in München und seit 1960 freiberuflich  beim Bayerischen Rundfunk. Als freier Pianist, Komponist und Arrangeur war er seither an verschiedenen Hörfunksendern tätig, ebenso beim Fernsehen, wo seine Musik und Arrangements zur im ZDF ausgestrahlten Serie Kommissar Maigret mit dem britischen Schauspieler Rupert Davies Aufmerksamkeit erzeugten. Quelle ersetzte dabei die Originalmusik des Komponisten Ron Grainer. Als Chanson-Begleiter war er für Hanne Wieder und Blandine Ebinger unterwegs. Seine Schaffensschwerpunkte bilden moderne Unterhaltungsmusik, auch für Orchester, bis Popmusik. Unter eigenem Namen nahm er ein Jazzalbum für Metronome auf. 1971 begleitete er Nelson Riddle auf seinem Album Changing Colors für MPS auch auf der Hammondorgel.
Zwischen 1981 und 2009 arbeitete Ernst August Quelle im Werkausschuss der GEMA; er avancierte 1994 zum stellvertretenden Vorsitzenden. Sein 1960 geborener Sohn Alexander Quelle ist ebenfalls als Komponist tätig und auch mit seinem Vater zusammen live aufgetreten.

## Preise und Auszeichnungen
- 1984: Gewinner des Internationalen Marschwettbewerbs der Europäischen Rundfunkunion
- 1990: Ernst-Fischer-Preis

## Werke (Auswahl)
- Kommissar-Maigret-Valse. Musette-Walzer für Akkordeon, Saxophon, Schlagzeug und Streichorchester, 1964
- Concerto for fans. Für Klavier und großes Orchester, 1968
- Pop-Suite, 1969
- Lover’s Avenue. Swing-Beat für kleines Orchester, 1970
- Ein Orchester stellt sich vor (6 Einzelstücke), 1972
- Boyfriends-Girlfriends. Medium Fox für großes Orchester mit E-Gitarre, 1975
- Concertino in POP. Für Klavier, Big-Band und großes Orchester, 1977
- Variationen über ein irisches Volkslied (aufgenommen mit Siegfried Behrend, Gitarre)

Insgesamt schuf Quelle etwa 500 Kompositionen, darunter zahlreiche Melodien für Fernsehformate wie Aktenzeichen XY … ungelöst oder die Vertonung von Stummfilmen, wie zum Beispiel „Der Autonarr“ (1929)  von Harold Lloyd.

### Diskographie (Auswahl)
- Jazz Goes Antique (Metronome 1966, mit Heribert Thusek, Fred Schönitz, Meini Geppert)
- Ernst August Quelle, Rias Orchestra, Helmuth Brandenburg, Frédéric Chopin Piano Romance / Songs Without Words (Sonoton 1989)

## Lexikalische Einträge
- Jürgen Wölfer: Jazz in Deutschland. Das Lexikon. Alle Musiker und Plattenfirmen von 1920 bis heute. Hannibal, Höfen 2008, ISBN 978-3-85445-274-4.